# 브와디스와프 타르누프스키
브와디스와프 타르누프스키(폴란드어: Władysław Tarnowski, 1836년 6월 4일~1878년 4월 19일)은 폴란드의 피아니스트·작곡가로, 낭만주의 시인이자 극작가이다.

## 생애
타르누프스키는 노보그루데크(Drohobycz, 현재의 우크라이나 드로호비치) 근처에서 태어났다. 타르누프스키는 야기에우워 대학교, 파리 음악원에서 공부했다. 그는 1월에 일어난 봉기에 참여했다. 이어서 라이프치히 음악원에서 공부하였고, 프란츠 리스트 피아노를 사사했으나,1878년 4월 19일 샌프란시스코 근처에서 42세 나이로 사망하였다.

## 작품 목록

### 피아노 독주곡
- 3개의 마주르카
- 3개의 녹턴 ("어두운 밤", "맑은 밤", "내 동생 마리아를위한 녹턴")
- 1개의 소나타
- 2개의 폴로네이즈
- 개의 왈츠
- 수많은 즉흥 연주[5]

### 가곡
- 17개의 피아노와 성악을 위한노래[6]

### 실내악
- 1개의 장조의 현악 사중주
- 1개의 바이올린와 피아노를 위한 소나타
- 천사를 기념하여 (바이올린과 피아노)

### 관현악
- 아흐메트 또는 사랑의 순례자(독일어: Achmed oder der Pilger der Liebe, 폴란드어: Achmed, czyli pielgrzym miłości),는 브와디스와프 타르누프스키 가 작곡한 2막의 오페라이며, 워싱턴 어빙의 동명의 이야기를 기초로 타르누프스키가 대본을 썼다.
- 칼린스키(폴란드어: Karlińscy , 리비우1874)
- 서퍽 공녀 제인 그레이(폴란드어: Joanna Grey,비엔나 1875)

## 문학 작품

### 시적 작품
- 학생의시(폴란드어: Poezye Studenta, 네 권, 라이프치히1863-1865)
- (폴란드어: Krople czary, 라이프치히1865)
- (폴란드어: Szkice helweckie i Talia, 라이프치히1868)
- (폴란드어: Piołuny, 드레스덴1869)
- 새로운시(폴란드어: Nowe poezye, 리비우1872)

### 비극
- 이사악(폴란드어: Izaak , 리비우1871)
- 칼린스키(폴란드어: Karlińscy , 리비우1874)
- 서퍽 공녀 제인 그레이(폴란드어: Joanna Grey, 리비우1874)